# Visco (Italia)
Visco es una localidad y comune italiana de la provincia de Udine, región de Friuli-Venecia Julia, con 795 habitantes.

## Evolución demográfica
| Gráfica de evolución demográfica de Visco entre 1861 y 2001 |
|                                                             |
| Fuente ISTAT - elaboración gráfica de Wikipedia             |